# Campeonato de Apertura de la Segunda División de Chile 1987
El Campeonato de Apertura de la Segunda División de Chile 1987 o Copa Polla Gol de la Segunda División de Chile 1987 fue la 12° edición del torneo de copa entre clubes de la Segunda División de Chile, correspondiente a la temporada 1987.
Su organización estuvo a cargo de la Asociación Central de Fútbol (ACF) y contó con la participación de 28 equipos.
El campeón fue Deportes Temuco, que se adjudicó su primer título del Campeonato de Apertura de la Segunda División de Chile.

## Equipos participantes
| Equipo                                                                           | Ciudad                        |
| -------------------------------------------------------------------------------- | ----------------------------- |
| Audax Italiano                                                                   | La Florida, Santiago de Chile |
| Cobreandino                                                                      | los Andes                     |
| Coquimbo Unido                                                                   | Coquimbo                      |
| Curicó Unido                                                                     | Curicó                        |
| Archivo:600px 600px bisection vertical White HEX-0033CC.svg Deportes Antofagasta | Antofagasta                   |
| Deportes Arica                                                                   | Arica                         |
| Deportes Laja                                                                    | Laja                          |
| Deportes La Serena                                                               | La Serena                     |
| Deportes Linares                                                                 | Linares                       |
| Deportes Ovalle                                                                  | Ovalle                        |
| Deportes Temuco                                                                  | Temuco                        |
| Deportes Puerto Montt                                                            | Puerto Montt                  |
| Archivo:600px 600px bisection vertical HEX-FF0000 White.svg Deportes Valdivia    | Valdivia                      |
| General Velásquez                                                                | San Vicente de Tagua Tagua    |
| Iberia                                                                           | Los Ángeles                   |
| Iván Mayo                                                                        | Villa Alemana                 |
| Magallanes                                                                       | Maipú, Santiago de Chile      |
| Malleco Unido                                                                    | Angol                         |
| Ñublense                                                                         | Ñublense                      |
| O'Higgins                                                                        | Rancagua                      |
| Provincial Osorno                                                                | Osorno                        |
| Quintero Unido                                                                   | Quintero                      |
| Regional Atacama                                                                 | Copiapó                       |
| Santiago Wanderers                                                               | Valparaíso                    |
| Soinca Bata                                                                      | Melipilla                     |
| Unión La Calera                                                                  | La Calera                     |
| Unión San Felipe                                                                 | San Felipe                    |
| Unión Santa Cruz                                                                 | Santa Cruz                    |

## Fase grupal
Los 28 equipos se dividieron en dos grupos de 14 equipos, debiendo jugar todos contra todos en dos ruedas. El equipo que consiguió la mayor cantidad de puntos fue el equipo campeón.

### Zona Norte
| Pos | Equipo               | PJ | PG | PE | PP | GF | GC | Dif | Pts |
| --- | -------------------- | -- | -- | -- | -- | -- | -- | --- | --- |
| 1   | Deportes La Serena   | 26 | 13 | 7  | 6  | 40 | 26 | +14 | 33  |
| 2   | Coquimbo Unido       | 26 | 11 | 11 | 4  | 43 | 30 | +13 | 33  |
| 3   | Deportes Antofagasta | 26 | 12 | 8  | 6  | 39 | 22 | +17 | 32  |
| 4   | Regional Atacama     | 26 | 12 | 5  | 9  | 46 | 38 | +8  | 29  |
| 5   | Audax Italiano       | 26 | 10 | 9  | 7  | 34 | 30 | +4  | 29  |
| 6   | Soinca Bata          | 26 | 10 | 7  | 9  | 31 | 29 | +2  | 27  |
| 7   | Cobreandino          | 26 | 10 | 6  | 10 | 42 | 38 | +4  | 26  |
| 8   | Deportes Ovalle      | 26 | 9  | 8  | 9  | 29 | 31 | -2  | 26  |
| 9   | Unión San Felipe     | 26 | 11 | 4  | 11 | 27 | 34 | -7  | 26  |
| 10  | Deportes Arica       | 26 | 9  | 7  | 10 | 40 | 38 | +2  | 25  |
| 11  | Santiago Wanderers   | 26 | 8  | 6  | 12 | 29 | 34 | -5  | 22  |
| 12  | Unión La Calera      | 26 | 6  | 10 | 10 | 26 | 32 | -6  | 22  |
| 13  | Iván Mayo            | 26 | 4  | 9  | 13 | 19 | 38 | -19 | 17  |
| 14  | Quintero Unido       | 26 | 6  | 5  | 15 | 31 | 56 | -25 | 17  |

### Zona Sur
| Pos | Equipo                | PJ | PG | PE | PP | GF | GC | Dif | Pts |
| --- | --------------------- | -- | -- | -- | -- | -- | -- | --- | --- |
| 1   | Deportes Temuco       | 26 | 15 | 7  | 4  | 44 | 27 | +17 | 37  |
| 2   | O'Higgins             | 26 | 12 | 11 | 3  | 43 | 27 | +16 | 35  |
| 3   | Deportes Puerto Montt | 26 | 11 | 10 | 5  | 44 | 27 | +17 | 32  |
| 4   | Provincial Osorno     | 26 | 12 | 7  | 7  | 44 | 39 | +5  | 31  |
| 5   | Ñublense              | 26 | 11 | 7  | 8  | 32 | 26 | +6  | 29  |
| 6   | Deportes Valdivia     | 26 | 11 | 4  | 11 | 42 | 40 | +2  | 26  |
| 7   | Magallanes            | 26 | 7  | 12 | 7  | 35 | 39 | -4  | 26  |
| 8   | General Velásquez     | 26 | 11 | 4  | 11 | 28 | 38 | -10 | 26  |
| 9   | Malleco Unido         | 26 | 7  | 9  | 10 | 29 | 32 | -3  | 24  |
| 10  | Iberia                | 26 | 7  | 10 | 9  | 29 | 34 | -5  | 23  |
| 11  | Deportes Laja         | 26 | 6  | 8  | 12 | 23 | 30 | -7  | 20  |
| 12  | Deportes Santa Cruz   | 26 | 7  | 6  | 13 | 32 | 44 | -12 | 20  |
| 13  | Curicó Unido          | 26 | 7  | 5  | 14 | 29 | 32 | -3  | 19  |
| 14  | Deportes Linares      | 26 | 4  | 8  | 14 | 26 | 45 | -19 | 16  |

## Campeón
| Chile                     |
| Deportes Temuco 1º título |